# Longtown Castle
Longtown Castle är ett slott i Storbritannien.   Det ligger i grevskapet Herefordshire och riksdelen England, i den södra delen av landet, 200 km väster om huvudstaden London. Longtown Castle ligger 185 meter över havet.
Terrängen runt Longtown Castle är kuperad åt sydväst, men åt nordost är den platt. Runt Longtown Castle är det ganska tätbefolkat, med 93 invånare per kvadratkilometer. Närmaste större samhälle är Abergavenny, 15,2 km söder om Longtown Castle. Trakten runt Longtown Castle består i huvudsak av gräsmarker.